# Hello, my friend
「Hello, my friend」（ハロー・マイ・フレンド）は、松任谷由実（ユーミン）の25枚目のシングル。1994年7月27日に東芝EMIからリリースされた（TODT-3300）。26枚目のオリジナルアルバム『THE DANCING SUN』にはalbum mixを収録。

## 解説
- フジテレビ系月9ドラマ『君といた夏』主題歌。前作の「真夏の夜の夢」に続きオリコン1位・ミリオンセラーを記録した。
- 表題作は「ストアがたたみだす」晩夏の情景を歌っている作品。3サビの部分でCDでは「君を失くしてから」と歌っている部分を、「今は誰もいない」と歌っているものが『君といた夏』の劇中で使われたことがある。
- 上記の通り夏を意識した曲だが、春に名古屋のヒルトンホテルにて作られた[1]。
- カップリングの「Good-bye friend」は今は亡き友人を歌ったナンバー。『君といた夏』劇中歌。ユーミン夫妻と親交があり同年5月1日に事故死したアイルトン・セナの死を悼んで作られた曲[2]。元々は「Good-bye friend」の方が主題歌として予定されていたが、ドラマのイメージに合わないということで、サビの部分以外作り直された。
- オリコンチャートでは初登場で首位を獲得後、2週目・3週目は2位に下がったが4週目に返り咲き首位を獲得し、通算2週1位を獲得した。登場週数は15週[3]、累計135.7万枚のセールスを記録した[4]。

## 収録曲
1. Hello, my friend（single mix）
2. Good-bye friend（single mix）
3. Hello, my friend（オリジナル・カラオケ）
4. Good-bye friend（オリジナル・カラオケ）

作詞・作曲：松任谷由実　編曲：松任谷正隆

## 参加ミュージシャン
- キーボード&プログラミング：松任谷正隆
- シンセサイザー・プログラミング：山中雅文
- ハイハット&シンバル：島村英二
- エレクトリックベース（#1）：高水健司
- フレットレスベース（#2）：高水健司
- エレクトリックギター（#1）：松原正樹、鈴木茂
- パーカッション：浜口茂外也
- コーラス：松任谷由実

## 収録アルバム
- Hello, my friend
  - THE DANCING SUN （アルバム・ミックス）
  - Neue Musik 〜 YUMI MATSUTOYA COMPLETE BEST VOL. 1
  - sweet, bitter sweet 〜 YUMING BALLAD BEST
  - SEASONS COLOURS -春夏撰曲集-
  - 40周年記念ベストアルバム 日本の恋と、ユーミンと。
  - ユーミン万歳! 〜松任谷由実50周年記念ベストアルバム〜 （2022 mix）
- Good-bye friend
  - THE DANCING SUN

## カバー
- Hello, my friend
  - 井手麻理子 - 1999年、トリビュートアルバム『Dear Yuming』に収録
  - アメリカ - 2003年、トリビュートアルバム『OVER THE SKY: Yuming International Cover Album』に収録
  - the Indigo - 2006年、アルバム『ワンスモア』に収録
  - UNDER THE COUNTER - 2007年、 アルバム『HELSINKI』に収録
  - bird - 2008年、アルバム『MY LOVE』に収録
  - 稲垣潤一 - 2008年、カバーアルバム『男と女 -TWO HEARTS TWO VOICES-』に収録（duet with 高橋洋子）
  - DEEN - 2010年、シングル「coconuts feat. kokomo」のカップリングに収録
  - 綾瀬はるか - 2010年、シングル「マーガレット」のカップリングに収録
  - ジャネット・ケイ - 2012年、アルバム『DRAMATIC LOVERS I』に収録
  - 土岐麻子 - 2012年、アルバム『CASSETTEFUL DAYS 〜Japanese Pops Covers〜』に収録
  - ハナレグミ - 2013年、アルバム『だれそかれそ』に収録
  - 槇原敬之 - 2014年、カバーアルバム『Listen To The Music 3』に収録
  - 三浦透子 - 2017年、カバーアルバム『かくしてわたしは、透明からはじめることにした』に収録
  - JUN SKY WALKER(S) - 2018年、カバーアルバム『BADAS(S)』に収録
  - 林部智史 - 2018年、カバーアルバム『カタリベ1』に収録